# ووبینگتسا-سوپرونکی
ووبینگتسا-سوپرونکی (به لاتین: Łubienica-Superunki) یک روستا در لهستان است که در گمینا پوکژونگتسا واقع شده‌است.